# Leptochilus sonorae
Leptochilus sonorae är en stekelart som beskrevs av Parker 1966. Leptochilus sonorae ingår i släktet Leptochilus och familjen Eumenidae. Inga underarter finns listade i Catalogue of Life.